# Aleiodes oculator
Aleiodes oculator är en stekelart som först beskrevs av Szepligeti 1905.  Aleiodes oculator ingår i släktet Aleiodes och familjen bracksteklar. Inga underarter finns listade i Catalogue of Life.